# مسجد امبل
مسجد امبل هو مسجد قديم يقع في بلدة امبل في حي سملمبير الواقعة في مدينة سورابايا من مقاطعة جاوة الشرقية في اندونيسيا، تم بناء أقدم مسجد في جاوة الشرقية في عام 1421 من قبل سنان امبل، حيث يقع قبره داخل المسجد .

## العمارة
المسجد حاليا واحدة أهم مناطق الجذب الدينية في مدينة سورابايا، وتحيط بها المباني السكنية مع الأبنية الصينية والعربية من كل الجوانب، في الجانب الأيسر من المسجد هيعتقد أنه مكان بئر ميمون، المقبرة بنيت مع فناء محاط بسور وبوابة، الهياكل الاسمنتية نوصل إلى قبر سنان امبل.